# Tournoi de tennis d'Autriche

Le tournoi d'Autriche est un tournoi de tennis féminin du circuit professionnel WTA.
Organisée chaque été de 1968 à 1998, l'épreuve a été hébergée à Kitzbühel, Brégence, Maria Lankowitz ou Bad Gastein.
L'Open d'Autriche disparait du calendrier WTA en 2016. 

## Palmarès

### Simple
| No | Date       | Nom et lieu du tournoi                           | Catégorie      | Dotation       | Surface        | Vainqueure           | Finaliste            | Score          |                |
| -- | ---------- | ------------------------------------------------ | -------------- | -------------- | -------------- | -------------------- | -------------------- | -------------- | -------------- |
| 1  | 26-08-1968 | International Austrian Championships, Pörtschach |                | NC             | Terre (ext.)   | Winnie Shaw          | Elena Subirats       | 6-1, 7-5       | Tableau        |
| 2  | 12-08-1969 | Austrian Open, Kitzbühel                         |                | NC             | Terre (ext.)   | Judy Tegart          | Pat Walkden          | 8-6, 6-2       |                |
| 3  | 25-08-1970 | Kitzbühel International, Kitzbühel               |                | NC             | Terre (ext.)   | Helga Masthoff       | Evonne Goolagong     | 7-5, 6-3       | Tableau        |
| 4  | 19-07-1971 | Head Cup Austrian Championships, Kitzbühel       |                | NC             | Terre (ext.)   | Billie Jean King     | Laura Rossouw        | 6-2, 4-6, 7-5  | Tableau        |
| 5  | 17-07-1972 | Head Cup Austrian Championships, Kitzbühel       |                | NC             | Terre (ext.)   | Katja Ebbinghaus     | Marijke Jansen       | 7-5, 6-3       | Tableau        |
| 6  | 16-07-1973 | Austrian Open, Kitzbühel                         |                | NC             | Terre (ext.)   | Evonne Goolagong     | Olga Morozova        | Sort           | Tableau        |
| 7  | 15-07-1974 | Head Cup Austrian Championships, Kitzbühel       |                | NC             | Terre (ext.)   | Mirka Koželuhová     | Mima Jaušovec        | 6-3, 6-0       |                |
| 8  | 14-07-1975 | Austrian Open, Kitzbühel                         |                | NC             | Terre (ext.)   | Sue Barker           | Pam Teeguarden       | 6-4, 6-4       | Tableau        |
| 9  | 12-07-1976 | Head Cup, Kitzbühel                              |                | NC             | Terre (ext.)   | Wendy Turnbull       | Virginia Ruzici      | 6-4, 5-7, 6-2  |                |
| 10 | 11-07-1977 | Colgate Trophy, Kitzbühel                        |                | NC             | Terre (ext.)   | Renáta Tomanová      | Katja Ebbinghaus     | 6-3, 7-5       |                |
|    | 1978       | Pas de tournoi                                   | Pas de tournoi | Pas de tournoi | Pas de tournoi | Pas de tournoi       | Pas de tournoi       | Pas de tournoi | Pas de tournoi |
| 11 | 23-07-1979 | Head Cup Austrian Open, Kitzbühel                |                | 13 500 $       | Terre (ext.)   | Hana Mandlíková      | Sylvia Hanika        | 2-6, 7-5, 6-3  | Tableau        |
| 12 | 21-07-1980 | Sparkassen Austrian Cup, Kitzbühel               |                | 50 000 $       | Terre (ext.)   | Virginia Ruzici      | Hana Mandlíková      | 3-6, 6-1, ab.  | Tableau        |
| 13 | 13-07-1981 | Austrian Open, Kitzbühel                         |                | 50 000 $       | Terre (ext.)   | Claudia Kohde-Kilsch | Sylvia Hanika        | 7-5, 7-6       | Tableau        |
| 14 | 19-07-1982 | Sparkassen Austrian Cup, Kitzbühel               | Series 1       | 50 000 $       | Terre (ext.)   | Virginia Ruzici      | Lea Plchová          | 6-2, 6-2       | Tableau        |
| 15 | 18-07-1983 | Head Cup Austrian Open, Kitzbühel                | [ 2 ]          | 50 000 $       | Terre (ext.)   | Pascale Paradis      | Petra Huber          | 3-6, 6-3, 6-2  | Tableau        |
|    | 1984       | Pas de tournoi                                   | Pas de tournoi | Pas de tournoi | Pas de tournoi | Pas de tournoi       | Pas de tournoi       | Pas de tournoi | Pas de tournoi |
| 16 | 15-07-1985 | Elektra Cup, Brégence                            |                | 50 000 $       | Terre (ext.)   | Virginia Ruzici      | Mima Jaušovec        | 6-2, 6-3       | Tableau        |
| 17 | 14-07-1986 | Elektra Cup, Brégence                            |                | 50 000 $       | Terre (ext.)   | Sandra Cecchini      | Mariana Pérez Roldán | 6-4, 6-0       | Tableau        |
|    | 1987-1989  | Pas de tournoi                                   | Pas de tournoi | Pas de tournoi | Pas de tournoi | Pas de tournoi       | Pas de tournoi       | Pas de tournoi | Pas de tournoi |
| 18 | 10-09-1990 | Austrian Open, Kitzbühel                         | Tier IV        | 100 000 $      | Terre (ext.)   | Claudia Kohde-Kilsch | Rachel McQuillan     | 7-6, 6-4       | Tableau        |
| 19 | 15-07-1991 | Citroen Austrian Open, Kitzbühel                 | Tier IV        | 150 000 $      | Terre (ext.)   | Conchita Martínez    | Judith Wiesner       | 6-1, 2-6, 6-3  | Tableau        |
| 20 | 06-07-1992 | Citroen Cup Austrian Open, Kitzbühel             | Tier IV        | 150 000 $      | Terre (ext.)   | Conchita Martínez    | Manuela Maleeva      | 6-0, 3-6, 6-2  | Tableau        |
| 21 | 12-07-1993 | Citroen Cup, Kitzbühel                           | Tier III       | 150 000 $      | Terre (ext.)   | Anke Huber           | Judith Wiesner       | 6-4, 6-1       | Tableau        |
| 22 | 25-07-1994 | Styrian Open, Maria Lankowitz                    | Tier IV        | 100 000 $      | Terre (ext.)   | Anke Huber           | Judith Wiesner       | 6-3, 6-3       | Tableau        |
| 23 | 24-07-1995 | Styrian Open, Maria Lankowitz                    | Tier IV        | 107 500 $      | Terre (ext.)   | Judith Wiesner       | Ruxandra Dragomir    | 7-6, 6-3       | Tableau        |
| 24 | 05-08-1996 | Meta Styrian Open, Maria Lankowitz               | Tier IV        | 107 500 $      | Terre (ext.)   | Barbara Paulus       | Sandra Cecchini      | 0-0, ab.       | Tableau        |
| 25 | 28-07-1997 | Styria Open, Maria Lankowitz                     | Tier IV        | 107 500 $      | Terre (ext.)   | Barbara Schett       | Henrieta Nagyová     | 3-6, 6-2, 6-3  | Tableau        |
| 26 | 06-07-1998 | Piberstein Styria Open, Maria Lankowitz          | Tier IV        | 107 500 $      | Terre (ext.)   | Patty Schnyder       | Gala León García     | 6-2, 4-6, 6-3  | Tableau        |
|    | 1999-2006  | Pas de tournoi                                   | Pas de tournoi | Pas de tournoi | Pas de tournoi | Pas de tournoi       | Pas de tournoi       | Pas de tournoi | Pas de tournoi |
| 27 | 23-07-2007 | Gastein Ladies, Bad Gastein                      | Tier III       | 175 000 $      | Terre (ext.)   | Francesca Schiavone  | Yvonne Meusburger    | 6-1, 6-4       | Tableau        |
| 28 | 14-07-2008 | Gastein Ladies, Bad Gastein                      | Tier III       | 175 000 $      | Terre (ext.)   | Pauline Parmentier   | Lucie Hradecká       | 6-4, 6-4       | Tableau        |
| 29 | 20-07-2009 | Gastein Ladies, Bad Gastein                      | Intern'l       | 220 000 $      | Terre (ext.)   | Andrea Petkovic      | Raluca Olaru         | 6-2, 6-3       | Tableau        |
| 30 | 19-07-2010 | Gastein Ladies, Bad Gastein                      | Intern'l       | 220 000 $      | Terre (ext.)   | Julia Görges         | Timea Bacsinszky     | 6-1, 6-4       | Tableau        |
| 31 | 11-07-2011 | Nürnberger Gastein Ladies, Bad Gastein           | Intern'l       | 220 000 $      | Terre (ext.)   | María José Martínez  | Patricia Mayr        | 6-0, 7-5       | Tableau        |
| 32 | 11-06-2012 | Nürnberger Gastein Ladies, Bad Gastein           | Intern'l       | 220 000 $      | Terre (ext.)   | Alizé Cornet         | Yanina Wickmayer     | 7-5, 7-61      | Tableau        |
| 33 | 15-07-2013 | Nürnberger Gastein Ladies, Bad Gastein           | Intern'l       | 235 000 $      | Terre (ext.)   | Yvonne Meusburger    | Andrea Hlaváčková    | 7-5, 6-2       | Tableau        |
| 34 | 07-07-2014 | Nürnberger Gastein Ladies, Bad Gastein           | Intern'l       | 250 000 $      | Terre (ext.)   | Andrea Petkovic      | Shelby Rogers        | 6-3, 6-3       | Tableau        |
| 35 | 20-07-2015 | Nürnberger Gastein Ladies, Bad Gastein           | Intern'l       | 250 000 $      | Terre (ext.)   | Samantha Stosur      | Karin Knapp          | 3-6, 7-63, 6-2 | Tableau        |

### Double
| No | Date       | Nom et lieu du tournoi                          | Catégorie      | Dotation       | Surface        | Vainqueures                         | Finalistes                          | Score             |                |
| -- | ---------- | ----------------------------------------------- | -------------- | -------------- | -------------- | ----------------------------------- | ----------------------------------- | ----------------- | -------------- |
| 1  | 26-08-1968 | International Austrian Championships Pörtschach |                | NC             | Terre (ext.)   | Winnie Shaw Nell Truman             | Helen Amos Elena Subirats           | 6-3, 6-8, 6-0     | Tableau        |
| 2  | 12-08-1969 | Austrian Open Kitzbühel                         |                | NC             | Terre (ext.)   | Judy Tegart Pat Walkden             | Marianna Brummer Anita Van Deventer | 6-0, 6-3          |                |
| 3  | 25-08-1970 | Kitzbühel International Kitzbühel               |                | NC             | Terre (ext.)   | Brenda Kirk Annette Van Zyl         | Helga Masthoff Winnie Shaw          | 6-4, 5-7, 6-3     | Tableau        |
| 4  | 19-07-1971 | Head Cup Austrian Championships Kitzbühel       |                | NC             | Terre (ext.)   | Rosie Casals Billie Jean King       | Helga Masthoff Heide Schildknecht   | 6-2, 6-4          | Tableau        |
| 5  | 17-07-1972 | Head Cup Austrian Championships Kitzbühel       |                | NC             | Terre (ext.)   | Katja Ebbinghaus Heide Schildknecht | Mandy Morgan Lucia Sarno            | 6-0, 6-1          | Tableau        |
| 6  | 16-07-1973 | Austrian Open Kitzbühel                         |                | NC             | Terre (ext.)   | Aleksandra Ivanova Olga Morozova    | Evonne Goolagong Janet Young        | 2-6, 6-4, 6-2     | Tableau        |
| 7  | 15-07-1974 | Head Cup Austrian Championships Kitzbühel       |                | NC             | Terre (ext.)   | Beatrix Klein Éva Szabó             | Ana María Arias Iris Riedel         | 6-1, 6-4          |                |
| 8  | 14-07-1975 | Austrian Open Kitzbühel                         |                | NC             | Terre (ext.)   | Sue Barker Pam Teeguarden           | Fiorella Bonicelli Raquel Giscafré  | 6-4, 6-3          | Tableau        |
| 9  | 12-07-1976 | Head Cup Kitzbühel                              |                | NC             | Terre (ext.)   | Helen Anliot Mimi Wikstedt          | Katja Ebbinghaus Heidi Eisterlehner | 6-4, 2-6, 7-5     |                |
| 10 | 11-07-1977 | Colgate Trophy Kitzbühel                        |                | NC             | Terre (ext.)   | Helen Cawley Rayni Fox              | Lesley Charles Jackie Fayter-Hough  | 6-1, 6-4          |                |
|    | 1978       | Pas de tournoi                                  | Pas de tournoi | Pas de tournoi | Pas de tournoi | Pas de tournoi                      | Pas de tournoi                      | Pas de tournoi    | Pas de tournoi |
| 11 | 23-07-1979 | Head Cup Austrian Open Kitzbühel                |                | 13 500 $       | Terre (ext.)   | Helen Anliot Diane Evers            | Virginia Ruzici Elly Appel          | 6-0, 6-4          | Tableau        |
| 12 | 21-07-1980 | Sparkassen Austrian Cup Kitzbühel               |                | 50 000 $       | Terre (ext.)   | Claudia Kohde-Kilsch Eva Pfaff      | Hana Mandlíková Renáta Tomanová     | Forfait           | Tableau        |
| 13 | 13-07-1981 | Austrian Open Kitzbühel                         |                | 50 000 $       | Terre (ext.)   | Claudia Kohde-Kilsch Eva Pfaff      | Elizabeth Little Yvonne Vermaak     | 6-4, 6-3          | Tableau        |
| 14 | 19-07-1982 | Sparkassen Austrian Cup Kitzbühel               | Series 1       | 50 000 $       | Terre (ext.)   | Yvona Brzáková Kateřina Skronská    | Jill Patterson Courtney Lord        | 6-1, 7-5          | Tableau        |
| 15 | 18-07-1983 | Head Cup Austrian Open Kitzbühel                | [ 2 ]          | 50 000 $       | Terre (ext.)   | Chris Newton Pam Whytcross          | Nathalie Herreman Pascale Paradis   | 2-6, 6-4, 7-6     | Tableau        |
|    | 1984       | Pas de tournoi                                  | Pas de tournoi | Pas de tournoi | Pas de tournoi | Pas de tournoi                      | Pas de tournoi                      | Pas de tournoi    | Pas de tournoi |
| 16 | 15-07-1985 | Elektra Cup Brégence                            |                | 50 000 $       | Terre (ext.)   | Mima Jaušovec Virginia Ruzici       | Andrea Holíková Kateřina Skronská   | 6-2, 6-3          | Tableau        |
| 17 | 14-07-1986 | Elektra Cup Brégence                            |                | 50 000 $       | Terre (ext.)   | Petra Huber Petra Keppeler          | Sabrina Goleš Tine Scheuer-Larsen   | 6-2, 6-4          | Tableau        |
|    | 1987-1989  | Pas de tournoi                                  | Pas de tournoi | Pas de tournoi | Pas de tournoi | Pas de tournoi                      | Pas de tournoi                      | Pas de tournoi    | Pas de tournoi |
| 18 | 10-09-1990 | Austrian Open Kitzbühel                         | Tier IV        | 100 000 $      | Terre (ext.)   | Petra Langrová Radka Zrubáková      | Sandra Cecchini Patricia Tarabini   | 6-0, 6-4          | Tableau        |
| 19 | 15-07-1991 | Citroen Austrian Open Kitzbühel                 | Tier IV        | 150 000 $      | Terre (ext.)   | Bettina Fulco Nicole Jagerman       | Sandra Cecchini Patricia Tarabini   | 7-5, 6-4          | Tableau        |
| 20 | 06-07-1992 | Citroen Cup Austrian Open Kitzbühel             | Tier IV        | 150 000 $      | Terre (ext.)   | Florencia Labat Alexia Dechaume     | Amanda Coetzer Wiltrud Probst       | 6-3, 6-3          | Tableau        |
| 21 | 12-07-1993 | Citroen Cup Kitzbühel                           | Tier III       | 150 000 $      | Terre (ext.)   | Li Fang Dominique Monami            | Maja Murić Pavlina Rajzlova         | 6-2, 6-1          | Tableau        |
| 22 | 25-07-1994 | Styrian Open Maria Lankowitz                    | Tier IV        | 100 000 $      | Terre (ext.)   | Sandra Cecchini Patricia Tarabini   | Alexandra Fusai Karina Habšudová    | 7-5, 7-5          | Tableau        |
| 23 | 24-07-1995 | Styrian Open Maria Lankowitz                    | Tier IV        | 107 500 $      | Terre (ext.)   | Silvia Farina Andrea Temesvári      | Alexandra Fusai Wiltrud Probst      | 6-2, 6-2          | Tableau        |
| 24 | 05-08-1996 | Meta Styrian Open Maria Lankowitz               | Tier IV        | 107 500 $      | Terre (ext.)   | Janette Husárová Natalia Medvedeva  | Lenka Cenková Kateřina Kroupová     | 6-4, 7-5          | Tableau        |
| 25 | 28-07-1997 | Styria Open Maria Lankowitz                     | Tier IV        | 107 500 $      | Terre (ext.)   | Eva Melicharová Helena Vildová      | Radka Bobková Wiltrud Probst        | 6-2, 6-2          | Tableau        |
| 26 | 06-07-1998 | Piberstein Styria Open Maria Lankowitz          | Tier IV        | 107 500 $      | Terre (ext.)   | Laura Montalvo Paola Suárez         | Tina Križan Katarina Srebotnik      | 6-1, 6-2          | Tableau        |
|    | 1999-2006  | Pas de tournoi                                  | Pas de tournoi | Pas de tournoi | Pas de tournoi | Pas de tournoi                      | Pas de tournoi                      | Pas de tournoi    | Pas de tournoi |
| 27 | 23-07-2007 | Gastein Ladies Bad Gastein                      | Tier III       | 175 000 $      | Terre (ext.)   | Lucie Hradecká Renata Voráčová      | Ágnes Szávay Vladimíra Uhlířová     | 6-3, 7-5          | Tableau        |
| 28 | 14-07-2008 | Gastein Ladies Bad Gastein                      | Tier III       | 175 000 $      | Terre (ext.)   | Andrea Hlaváčková Lucie Hradecká    | Sesil Karatantcheva Nataša Zorić    | 6-3, 6-3          | Tableau        |
| 29 | 20-07-2009 | Gastein Ladies Bad Gastein                      | Intern'l       | 220 000 $      | Terre (ext.)   | Andrea Hlaváčková Lucie Hradecká    | Tatjana Malek Andrea Petkovic       | 6-2, 6-4          | Tableau        |
| 30 | 19-07-2010 | Gastein Ladies Bad Gastein                      | Intern'l       | 220 000 $      | Terre (ext.)   | Lucie Hradecká Anabel Medina        | Timea Bacsinszky Tathiana Garbin    | 6-72, 6-1, [10-5] | Tableau        |
| 31 | 11-07-2011 | Nürnberger Gastein Ladies Bad Gastein           | Intern'l       | 220 000 $      | Terre (ext.)   | Eva Birnerová Lucie Hradecká        | Jarmila Gajdošová Julia Görges      | 4-6, 6-2, [12-10] | Tableau        |
| 32 | 11-06-2012 | Nürnberger Gastein Ladies Bad Gastein           | Intern'l       | 220 000 $      | Terre (ext.)   | Jill Craybas Julia Görges           | Anna-Lena Grönefeld Petra Martić    | 6-74, 6-4, 11-9   | Tableau        |
| 33 | 15-07-2013 | Nürnberger Gastein Ladies Bad Gastein           | Intern'l       | 235 000 $      | Terre (ext.)   | Sandra Klemenschits Andreja Klepač  | Kristina Barrois Eléni Daniilídou   | 6-1, 6-4          | Tableau        |
| 34 | 07-07-2014 | Nürnberger Gastein Ladies Bad Gastein           | Intern'l       | 250 000 $      | Terre (ext.)   | Karolína Plíšková Kristýna Plíšková | Andreja Klepač M. T. Torró Flor     | 4-6, 6-3, [10-6]  | Tableau        |
| 35 | 20-07-2015 | Nürnberger Gastein Ladies Bad Gastein           | Intern'l       | 250 000 $      | Terre (ext.)   | Danka Kovinić Stephanie Vogt        | Lara Arruabarrena Lucie Hradecká    | 4-6, 6-4, [10-3]  | Tableau        |

### Double mixte
| No | Date       | Nom et lieu du tournoi                          | Catégorie | Dotation | Surface      | Vainqueures               | Finalistes              | Score    |         |
| -- | ---------- | ----------------------------------------------- | --------- | -------- | ------------ | ------------------------- | ----------------------- | -------- | ------- |
| 1  | 26-08-1968 | International Austrian Championships Pörtschach |           | NC       | Terre (ext.) | Winnie Shaw István Gulyás | Nell Truman Robert Howe | 9-7, 7-5 | Tableau |